# Dukszta
Dukszta (lit. Dūkšta) – rzeka na Litwie, dopływ Wilii. Ma 29,2 km długości. Źródła znajdują się w pobliżu wsi Giedraitiškiai w rejonie wiłkomierskim. Uchodzi do Wilii w pobliżu wsi Karmazyny. Niedaleko ujścia na jej brzegu zlokalizowane jest pogańskie miejsce kultu z pozostałościami grodziska oraz kurhanem.